# Fuerte Tourgis

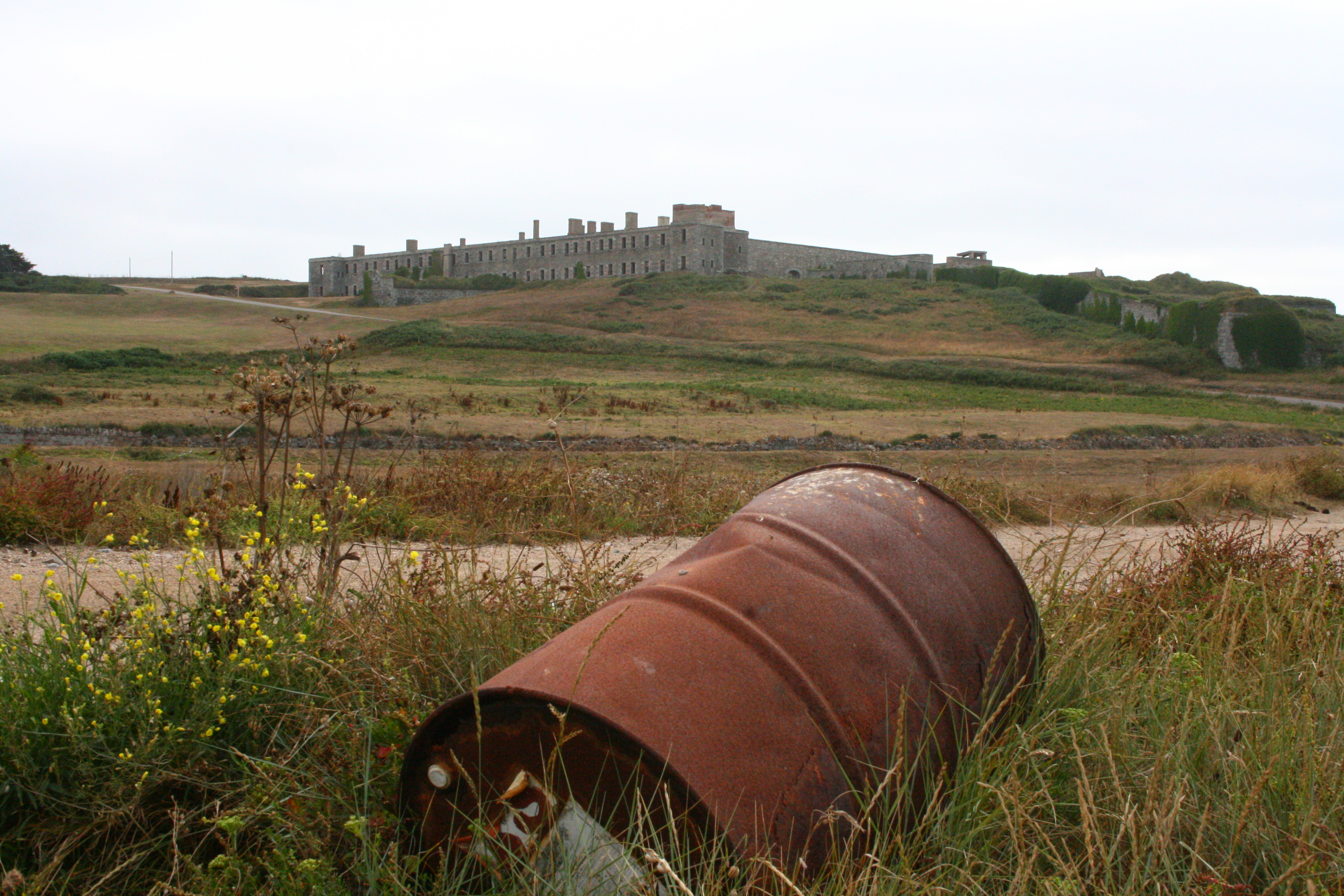
Fort Tourgis En 2010

El Fuerte Tourgis es una extensa fortificación en Alderney al noroeste de St Anne que forma parte de las Fortificaciones de Alderney.
El Fuerte Tourgis, terminado en 1855, fue diseñado para acomodar a 346 hombres y originalmente iba a ser la fortaleza victoriana más grande de Alderney. También fue diseñada para montar 33 cañones pesados en cinco baterías con cuatro morteros de 13 pulgadas. El Fuerte Albert, que comenzó un año más tarde en 1856, se convertiría en la fuerte más grande y más fuertemente armado de la isla, pero aún hoy Tourgis sigue siendo una estructura muy impresionante. 
Las fortalezas victorianas de Alderney se diseñaron para defender la isla y su puerto, que fue planeado para resguardar la flota británica para responder al poderío naval francés en el Canal. Los avances en el armamento desde 1860, en particular el aumento de la artillería estriada y el diseño acorazado de los buques, hicieron que los 18 fuertes, las baterías de la isla y el nuevo puerto fueran cada vez más obsoletos. Sin embargo, varios fuertes, incluido Tourgis, fueron rearmados más tarde con diseños de armas más modernas. En 1886, las defensas de la isla consistieron en 124 armas de fuego, morteros y obuses; en 1893 solo el Fuerte Albert y la batería Roselle estaban armados, mientras que el Fuerte Grosnez tenía dos pistolas de práctica tripuladas por la milicia de Alderney En 1908, sólo el Fuerte Albert con los dos cañones de seis pulgadas recién instalados (1901) y la batería de Roselle, con sus dos pistolas 12 pounder de QF, defendieron la isla.
Desde julio de 1940, después de que Alderney y las otras islas del Canal hubieran sido ocupadas por los alemanes, las defensas fueron diseñadas para proteger la ruta marítima de Cherbourg a St Malo y, además, para resistir el posible asalto británico para recuperar la única parte de las islas británicas ocupada por Alemania. El Fuerte Tourgis se convirtió en Stutzpunkt Türkenburg, o el puesto de defensa Turk's CastleFort Tourgis, el cual tiene una ciudadela que contiene el bloque de cuarteles, compartimiento principal y otras instalaciones, junto con dos pilas pequeñas, una orientada al oeste (tres cañones) y uno este (dos cañones) en la Redan – ver plano. El armamento principal del fuerte se encontraba en tres baterías principales orientadas al mar. Las baterías están separadas unas de otras y, de la ciudadela, por fosos y puentes levadizos. 
Después de una extensiva limpieza y trabajos de conservación, coordinados por el proyecto Living Islands con voluntarios apoyados por el States Works de Alderney, parte de las defensas del norte del Fuerte Tourgis ya están abiertas al público. La batería Cambridge (No.2) es un excelente ejemplo de cómo las fortificaciones victorianas originales fueron adaptadas por las fuerzas alemanas en la Segunda Guerra Mundial, cuando Alderney se convirtió en una de las secciones más fortificadas del Muro Atlántico de Hitler. 

### Batería Cambridge
La batería Cambridge n° 2 fue una de las cinco en el fuerte victoriano. Situada en la esquina noreste del fuerte, la batería albergaba cañones de calibre liso de 68 y 32 libras. Estos disparaban en barbetas sobre las paredes coronadas con terraplenes de tierra. Las armas fueron montadas sobre plataformas de madera pesada que gira sobre pivotes de hierro con ruedas metálicas pequeñas. Estas funcionaban sobre los carriles del corredor semicircular y circular que todavía se pueden ver claramente. 
Las defensas de la batería incluyeron una pared larga al sureste con agujeros de bucle para el fuego de arcabuces, junto con una caponera proyectada hacia el norte para flanquear la cara norte de la fortaleza (ver plano). 

### Fauna y flora en el Fuerte Tourgis
El emplazamiento de reflector mira tanto hacia el mar como hacia la fortaleza misma. Detrás están las zarzas ásperas, las paredes cubiertas de hiedra y la maleza que ha crecido sobre el fuerte en los últimos 70 años desde que los alemanes se rindieron. Esto ahora forma valioso hábitat para especies como el cernícalo, ratonero, bisbita, tarabilla común y musaraña de dientes blancos. Las fortalezas de Alderney se han convertido en refugios de vida silvestre, y muchas plantas con flores y helechos ahora hacen de Tourgis su hogar. 
La rápida recolonización de sitios militares, con las muy diferentes condiciones y hábitat que proporcionan, es una de las razones por la cual Alderney tiene un paisaje rico en flora y fauna. Lo que a menudo parece un matorral desértico está siempre lleno de vida.